# Hội đồng Điều phối (Belarus)
Hội đồng Điều phối (tiếng Belarus: Каардынацыйная рада; tiếng Nga: Координационный совет)  là một nhóm gồm 600 thành viên với 7 người làm đoàn chủ tịch, do ứng cử viên tổng thống Sviatlana Tsikhanouskaya sáng lập trong bối cảnh một loạt cuộc biểu tình bùng nổ tại Belarus năm 2020 sau cuộc bầu cử tổng thống Belarus gây tranh cãi. Phiên họp đầu tiên của Hội đồng diễn ra vào ngày 18 tháng 8.

## Hình thành
Việc thành lập Hội đồng Điều phối đã được công bố trong một video do Tsikhanouskaya đăng tải ngày 14 tháng 8, trong đó Tsikhanouskaya tự tuyên bố mình đã nhận được từ 60 đến 70% phiếu bầu trong cuộc bầu cử tổng thống ngày 9 tháng 8 và kêu gọi cộng đồng quốc tế công nhận cô là người chiến thắng. Tsikhanouskaya tuyên bố rằng mục đích của hội đồng là điều phối việc chuyển giao quyền lực một cách hòa bình và có trật tự từ đương kim tổng thống Alexander Lukashenko  và tổ chức một cuộc bầu cử tổng thống mới, tự do và công bằng trong thời gian sớm nhất. Vào ngày 17 tháng 8, Tsikhanouskaya tiếp tục đăng tải một video tuyên bố cô đã sẵn sàng lãnh đạo một chính phủ chuyển tiếp. Hội đồng đã tổ chức cuộc họp báo đầu tiên vào ngày 18 tháng 8 năm 2020, với các câu hỏi được giải đáp bởi Olga Kovalkova, Maxim Znak, Maria Kalesnikava, Pavel Latushko và Sergey Dylevsky. Tsikhanouskaya đã thu âm lại lời kêu gọi các nhà lãnh đạo EU bằng tiếng Anh vào ngày 19 tháng 8, kêu gọi họ không công nhận kết quả bầu cử tổng thống trong phiên họp của các nguyên thủ quốc gia các nước EU dự kiến tổ chức vào cuối ngày hôm đó.

## Mục tiêu và chính sách

### Mục tiêu
Hội đồng đã tuyên bố các mục tiêu chính là:
- Chấm dứt mọi sự đàn áp chính trị lên nhân dân và đưa ra ánh sáng những người có trách nhiệm liên quan.
- Trả tự do cho tất cả các tù nhân chính trị ở Belarus.
- Hủy bỏ cuộc bầu cử tổng thống ngày 9 tháng 8 và tổ chức cuộc bầu cử mới theo tiêu chuẩn quốc tế do một ủy ban bầu cử trung ương tái tiến hành.

### Chính sách đối ngoại
Ủy viên Chủ tịch Hội đồng Pavel Latushko tuyên bố Hội đồng không muốn thay đổi hoàn toàn đường lối chính sách đối ngoại của Belarus, đồng thời muốn duy trì quan hệ "hữu nghị và sâu sắc" với Nga, cũng như có mối quan hệ hợp tác tốt đẹp với Liên minh châu Âu và làm cầu nối giữa phương đông và phương tây.

#### Truyền thông xã hội
- Hội đồng điều phối trên Facebook
- Hội đồng điều phối trên Youtube
- Hội đồng điều phối trên Telegram